# Яманиси, Тосикадзу
Тосикадзу Яманиси (яп. 山西利和; род. 15 февраля 1996, Нагаокакё, Киото) — японский легкоатлет, чемпион летней Универсиады 2017 года, чемпион Азии 2018 года, чемпион мира 2019 года в Дохе, летних Олимпийских игр 2020 в Токио. Все титулы завоевал в спортивной ходьбе на 20 километров.

## Биография
Во время учебы в третьей младшей средней школе муниципального округа Нагаока он был бегуном по бегу на 3000 м, и его рекорд участия в собрании рекордов Хокува, спонсируемом Ассоциацией легкой атлетики города Икома префектуры Нара, не побит до сих пор.
Во время трехлетнего обучения в старшей школе, принял участие в 8-м чемпионате мира по легкой атлетике среди юношей, который проходил в Донецке (Украина), где победил в ходьбе  на 10000 метров среди мужчин, пройдя дистанцию за 41 минуту 53 секунды. 
После окончания средней школы он поступил на факультет прикладной физики инженерного факультета Киотского университета и прожил студенческую жизнь, сочетающую в себе спорт и учебу.
Принял участие в летней Универсиаде 2017 года (Тайбэй, Китайская Республика), где завоевал золотую медаль за 1 час 27 минут 30 секунд.
После окончания университета начал выступать за спортивный клуб «Toyota Group».
На чемпионате мира по легкой атлетике среди мужчин по спортивной ходьбе на 20 км, который состоялся 4 октября 2019 года, он выиграл золотую медаль, пройдя дистанцию за 1 час 26 минут 34 секунды, несмотря на чрезвычайно жаркий и влажный климат.

## Олимпиада 2020 в Токио
На Олимпийских играх в Токио по спортивной ходьбе на 20 км, который проходил в японском городе Саппоро, он выиграл бронзовую медаль.
В этом забеге он уступил 23 секунды итальянцу Массимо Стано, который занял первое место, и проиграл 14 секунд своему соотечественнику Коки Икэде.